# Флаг городского поселения Малаховка
Флаг городского поселения Мала́ховка Люберецкого муниципального района Московской области Российской Федерации — опознавательно-правовой знак, служащий официальным символом муниципального образования.
Флаг утверждён 27 апреля 2000 года решением Совета депутатов посёлка Малаховка № 232/24 как флаг муниципального территориального образования «посёлок Малаховка» и внесён в Государственный геральдический регистр Российской Федерации с присвоением регистрационного номера 634.
10 апреля 2012 года, в связи с наделением муниципального образования «Посёлок Малаховка Люберецкого района Московской области» статусом городского поселения согласно «Закону» Московской области от 28 февраля 2005 года № 81/2005-ОЗ, решением Совета депутатов городского поселения Малаховка № 115/16, было принято — считать флагом городского поселения Малаховка флаг муниципального территориального образования «Посёлок Малаховка», утверждённый решением Совета депутатов посёлка Малаховка от 27 апреля 2000 года № 232/24 и внесённый в Государственный геральдический регистр Российской Федерации под № 634.

## Описание
Описание флага, утверждённое 27 апреля 2000 года решением Совета депутатов посёлка Малаховка № 232/24, гласило:

Флаг муниципального территориального образования «посёлок Малаховка» представляет собой зелёное полотнище с отношением ширины к длине 2:3; несущее изображение фигур герба посёлка: вдоль узкой стороны — синяя полоса размером в 1/6 флага со стороны для крепления древка.
Описание флага, утверждённое 10 апреля 2012 года решением Совета депутатов городского поселения Малаховка № 115/16, гласит:

Зелёное полотнище с отношением ширины к длине 2:3, несущее изображение фигур герба городского поселения Малаховка; вдоль узкой стороны флага — синяя полоса размером в 1/6 флага со стороны для крепления древка.

## Обоснование символики
Флаг разработан на основе герба, который языком символов и аллегорий отражает исторические, культурные и экономические особенности городского поселения.
Основой фигурой флага является колонна, которая многозначна в своей символике:
— старейший в Подмосковье летний театр посёлка, на сцене которого выступали Ф. И. Шаляпин, Л. В. Собинов, А. Г. Нежданова;
— промышленность посёлка — символ созидания и опора жизнедеятельности;
— Московскую государственную академию физической культуры, расположенную в посёлке. Более сотни выпускников академии являются олимпийскими чемпионами.
Белый цвет (серебро) символизирует чистоту, мудрость, благородство, совершенство, мир.
Ветки сосны символизируют окружающую посёлок природу, что дополняет и зелёный цвет полотнища — символ весны, радости, надежды, жизни, здоровья.
Жёлтый цвет (золото) — символ прочности, богатства, величия, интеллекта и прозрения.
Синяя полоса символизирует красивое озеро, расположенное в посёлке.